# Trnava (região)
Trnava (eslovaco: Trnavský kraj) é uma região localizada no centro-oeste da Eslováquia, sua capital é a cidade de Trnava.

## Demografia
| Ano:        | 1994    | 2004    | 2014    | 2024    |
| ----------- | ------- | ------- | ------- | ------- |
| Broj ljudi: | 547 173 | 553 198 | 558 677 | 565 900 |
| Razlika:    |         | +1,10%  | +0,99%  | +1,29%  |

| Ano:               | 2023    | 2024    |
| ------------------ | ------- | ------- |
| Número de pessoas: | 566 114 | 565 900 |
| Diferença:         |         | -0,03%  |

## Distritos
A região de Trnava é composta por seis distritos:
- Trnava
- Dunajska Streda
- Galanta
- Piešťany
- Senica
- Hlohovec
- Skalica